# Колпасквале (Мачерата)
Колпасквале (итал. Colpasquale) насеље је у Италији у округу Мачерата, региону Марке.
Према процени из 2011. у насељу је живело 23 становника. Насеље се налази на надморској висини од 858 м.